# Nuit blanche (revue)
Nuit blanche est une revue d'études littéraires trimestrielle qui se donne pour mandat d'analyser et de documenter les pratiques littéraires. Créée en 1982 par Anne-Marie Guérineau, Dominic Duffaud et Denis Lebrun, la revue propose des entrevues, des dossiers thématiques, des articles de fond, des rubriques ainsi que des commentaires de lecture sur des oeuvres littéraires. La version web est un complément substantiel à la version papier.

## Histoire de la revue
En 1974, la Librairie Pantoute, située dans la ville de Québec, lance le Bulletin Pantoute qui se penche sur l'actualité littéraire. En 1982, Anne-Marie Guérineau, Dominic Duffaud et Denis Lebrun, fondateur de la librairie, prennent la relève du bulletin et fondent la revue Nuit blanche.
En 2000, la revue annonce la parution de deux nouvelles rubriques. Dans la première, intitulée « Le livre jamais lu », un(e) écrivain(e) est invité(e) à parler d'un livre qu'il a toujours voulu lire sans jamais y parvenir. La deuxième rubrique, intitulée « Écrivains méconnus du XXe siècle » ramène au jour des œuvres injustement oubliées de l'histoire littéraire,. En 2011 est créée la rubrique « Écrivain(e)s franco-canadien(ne)s » qui met en lumière les œuvres d’autrices ou d’auteurs de l’Acadie, de l’Ontario français ou de l’Ouest canadien. En 2018, la revue entame un cycle de trois ans qui porte une attention particulière sur les liens entre l'imaginaire et le territoire. En 2024 est lancée la rubrique « Cases libres » consacrée à la BD.
Dès 1995, Nuit blanche crée le site web nuitblanche.com. Les principaux articles de chaque nouveau numéro y sont mis en ligne. À partir de l’année 2000, tous les contenus de chaque numéro sont mis en ligne en plus de nombreuses exclusivités web en accès libre. En 2015, le site web est entièrement refait (toutes les archives depuis 1995 y sont intégrées).
Nuit blanche fut membre de la Société de développement des périodiques culturels québécois (SODEP) entre 1983 et 1996, puis le redevient à nouveau en 1999. La revue est appuyée par le Conseil des arts et des lettres du Québec, le Conseil des arts du Canada, Patrimoine canadien et le Service de la culture de la ville de Québec.
Tous les numéros de la revue sont accessibles sur la base de données Érudit.

### Ligne éditoriale
Produisant quatre fois l'an un numéro d'une soixantaine de pages, Nuit blanche présente des articles de fond sur des œuvres et des écrivains du Québec et d'ailleurs,, ainsi qu'une quarantaine de « commentaires de lecture » sur des parutions récentes (œuvres de fiction ou essais).
La mission de Nuit blanche est de documenter les pratiques littéraires francophones. « De partout au Québec et d’ailleurs dans la francophonie, des écrivains, professeurs, journalistes et traducteurs apportent à Nuit blanche une ample diversité de points de vue sur les pratiques littéraires actuelles. » 
Le mandat de la revue Nuit blanche se résume selon ces deux mots : « analyser et documenter ». Elle se penche sur « toutes les littératures écrites ou traduites en français, au carrefour desquelles la littérature québécoise occupe une place centrale. »
La revue propose une approche plurielle de la littérature en offrant des entrevues, des dossiers thématiques, des rubriques originales ainsi que des textes de création,.

## Directions, comité de rédaction et contributeurs

### Anciens directeurs et directrices
- 1982-1990 : Denis LeBrun[15]
- 1990-2011 : Anne-Marie Guérineau[16],[15]
- 2011-Aujourd'hui : Suzanne Leclerc[15]

### Comité de rédaction
| Postes                             | Membres du comité de rédaction |
| ---------------------------------- | ------------------------------ |
| Directrice de la publication       | Suzanne Leclerc                |
| Rédacteur en chef                  | Alain Lessard                  |
| Directrice artistique              | Anne-Marie Guérineau           |
| Abonnement, publicité, secrétariat | Marie Pia Alexis               |
| Révision                           | Judy Quinn et Suzanne Leclerc  |

### Contributeurs et contributrices
Voici une liste non exhaustive des contributeurs et contributrices notables : 
- Chrystine Brouillet
- Catherine Voyer-Léger
- François Lavallée
- Roland Bourneuf
- Gilles Pellerin
- Laurent Laplante
- Max Férandon
- Hans-Jürgen Greif
- Andrée Fortin
- Claude Beausoleil
- Claude Paradis
- Renaud Longchamps
- Hugues Corriveau
- Michel Lemieux
- Benoît Chaput
- Guy Cloutier
- Marcel Bélanger

## Prix et honneurs
- 1988 : Prix d'excellence Gaz Métropolitain accordée à une revue pour sa tenue éditoriale, artistique et promotionnelle[17].
- 1988 : Grand prix d'excellence de la SODEP[18]
- 1989 : Grand prix d'excellence de la SODEP[18]
- 1992 : Prix texte de l'année - Lettres et Beaux-Arts de l'Association des éditeurs de magazines pour l'article « Les bars blancs de Barcelone : la nouvelle modernité catalane » de Louis Jolicoeur[19].
- 1992 : Prix page couverture - Réalisation artistique de l'Association québécoise des éditeurs de magazine
- 2001 : Grand prix de rédaction des Magazines du Québec, décerné à Thierry Bissonnette pour son entrevue avec Herménégilde Chiasson[20]
- 2007 : Prix Ville de Québec, du Prix d'excellence des arts et de la culture[21]
- 2012 : Prix spécial du jury de la SODEP attribué à Anne-Marie Guérineau pour l'ensemble de ses réalisations au sein de la revue Nuit blanche[22]
- 2018 : Prix Hommage du Salon international du livre de Québec
- 2022 : Prix d'excellence de la SODEP, dans la catégorie «Prix création visuelle» pour «Diptyque Charles Sagalane», de Sophie Gagnon-Bergeron, dans Nuit blanche, no 163[23].